# Steve Angello
Steve Angello, właśc. Steven Angello Josefsson Fragogiannis (ur. 22 listopada 1982 w Atenach) – grecko-szwedzki DJ i producent muzyczny. Jest pionierem brzmień house, a także członkiem trio Swedish House Mafia. W przeszłości tworzył także duet z Axwellem pt. Supermode. Twórca wytwórni Size Records.

## Życiorys
Angello urodził się w greckich Atenach jako syn Szwedki i Greka. Jako nastolatek stracił ojca, którego śmiertelnie postrzelił ateński policjant podczas gangsterskiej strzelaniny. Z powodu tych tragicznych wydarzeń jego matka wraz z nim oraz rodzeństwem podjęła decyzję o przeprowadzce do Szwecji. W Sztokholmie Angello spędził późniejszy nastoletni okres, podczas którego zainteresował się tworzeniem muzyki - już jako nastolatek próbował sił na syntezatorach i komputerze. Pod koniec lat 90 Angello poznał syna włoskich emigrantów Sebastiana Ingrosso oraz Szwedów Erica Prydza i Axela Hedforsa, których współpraca w późniejszym czasie się bardzo zacieśniła. Angello we współpracy z Ingrosso wydał wiele singli, z których niemal 3/4 to wydania pod różnymi aliasami, jak np. Outfunk czy The Sinners. Na początku XXI wieku Prydz stale współpracował z trójką producentów, jednak później poszedł swoją drogą. Brzmienia Fragogiannisa z początków jego kariery to klasyczny house, którego Szwed jest jednym, z prekursorów. Razem z Axwellem pod nazwą Supermode Angello zdobył szczyty list przebojów hitem Tell Me Why. Kolejnym ogromnym sukcesem był wydany w 2009 roku Leave the World Behind, gdzie trójka Szwedów zasiadła w studiu z holenderskim filipińczykiem Laidbackiem Luke i kanadyjską wokalistką Deborah Cox. Utwór okazał się być jedną, z najpopularniejszych house'owych produkcji z historii muzyki klubowej. 
W 2010 Angello, Ingrosso i Axwell powołali do życia grupę Swedish House Mafia, która okazała się ogromnym sukcesem - singiel One królował na światowych listach przebojów, a sama marka odniosła ogromny sukces komercyjny. Po wydanych 6 singlach i jednocześnie ogromnych hitach w maju 2012 roku grupa ogłosiła rozwiązanie i datę ostatniej trasy koncertowej, której koniec miał miejsce na festiwalu Ultra Music Festival Miami w marcu 2013 roku. Obecnie producenci nadal współpracują między sobą jednocześnie skupiając się na solowej twórczości - Angello po przerwie w obfitym wydawaniu singli otworzył rok 2013 informacją o nadchodzącym albumie, którego wydanie spodziewane jest w drugiej połowie 2013 roku. 

### Size Records
Angello jest twórcą wytwórni płytowej Size Records, która od 2003 roku wydała już ponad 100 utworów wszelakich artystów muzyki klubowej z całego świata. Początkowo single wydane w Size można było sklasyfikować jako house i tech house - na przełomie dekad obecnego stulecia brzmienia ewoluowały w tzw. bigroom - komercyjną odmianę electro house i progressive house.

### X Records
W 2013 roku Angello powołał do życia swój drugi label - X Records, który stawia na bardziej undergroundowe brzmienia, jak np. tech house. Pierwszy singiel wydano w maju 2013 roku, a tytuł ten należy do Amerykanina Trenta Cantrelle.

### Życie prywatne
Steve Angello jest mężem szwedzkiej modelki i prezenterki Isabel Adrian. Mają dwie córki - Monday-Lily urodzoną w 2010r. oraz Winter-Rose, która przyszła na świat w 2012 roku. Fragogiannis mieszka obecnie w amerykańskim Los Angeles, ale regularnie przybywa do rodzimego Sztokholmu.

## Dyskografia

### Albumy studyjne
- 2016: Wild Youth

### Kompilacje
- 2005: Subliminal Sessions Vol. 8 (oraz Sebastian Ingrosso)
- 2005: Mixmag presents Ibiza 4AM (oraz Sebastian Ingrosso)
- 2009: Golden Wave (oraz Sebastian Ingrosso)

### Single
- 2001: "Bumber" (oraz Sebastian Ingrosso jako Outfunk)
- 2001: "All I Can Take" (oraz Sebastian Ingrosso jako Outfunk)
- 2001: "I Am the One" (oraz Sebastian Ingrosso jako Outfunk)
- 2002: "Echo Vibes" (oraz Sebastian Ingrosso jako Outfunk)
- 2003: "Lost in Music" (oraz Sebastian Ingrosso jako Outfunk)
- 2003: "Young as Funk"
- 2003: "Rhythm Style"
- 2003: "Dirty Pleasure"
- 2003: "Sunrize" (oraz Eric Prydz jako A&P Project)
- 2003: "Push Em' Up"
- 2003: "Player"
- 2003: "Close 2 Pleasure"
- 2003: "Oche"
- 2003: "Fresh Coffee"
- 2003: "One Feeling" (oraz Sebastian Ingrosso jako The Sinners)
- 2003: "Keep on Pressing" (oraz Sebastian Ingrosso jako The Sinners)
- 2003: "Sad Girls" (oraz Sebastian Ingrosso jako The Sinners)
- 2003: "Under Pressure" (oraz Sebastian Ingrosso jako The Sinners)
- 2003: "Voices"
- 2004: "Only Man"
- 2004: "Yo Yo Kidz" (oraz Sebastian Ingrosso)
- 2004: "Yourself"
- 2004: "Wear it Out"
- 2004: "Funked"
- 2004: "Sansation"
- 2004: "Tribal Inc."
- 2004: "The Rain"
- 2004: "Summer Noize"
- 2004: "Humanity 2 Men"
- 2004: "Swing Me Daddy" (oraz Sebastian Ingrosso jako Mode Moders)
- 2004: "Touch the Sky" (oraz Sebastian Ingrosso jako General Moders)
- 2004: "Groove in You" (oraz Dave Armstrong)
- 2004: "The Look"
- 2004: "Woz not Woz" (oraz Eric Prydz)
- 2005: "Acid"
- 2005: "Euro"
- 2005: "Not so Dirty" (jako Who's Who)
- 2005: "Copycat" (jako Who's Who)
- 2005: "Yeah" (oraz Sebastian Ingrosso)
- 2005: "Lipstick" (jako Who's Who)
- 2005: "In Beat" (oraz Fuzzy Hair)
- 2005: "82-83" (oraz Sebastian Ingrosso)
- 2006: "Click" (oraz Sebastian Ingrosso)
- 2006: "For Sale" (oraz Sebastian Ingrosso jako Buy Now!)
- 2006: "Otherwize Then" (oraz Laidback Luke)
- 2006: "Sexy Fuck" (jako Who's Who)
- 2006: "Tell Me Why" (oraz Axwell jako Supermode)
- 2006: "Be"
- 2006: "Teasing Mr. Charlie"
- 2006: "Starlight"
- 2007: "Be 2007" (oraz Laidback Luke)
- 2007: "Get Dumb" (oraz Axwell, Sebastian Ingrosso, Laidback Luke)
- 2007: "Sansation"
- 2007: "Tricky"
- 2008: "Klack" (jako Who's Who)
- 2008: "Gypsy"
- 2008: "IT" (oraz Sebastian Ingrosso, Laidback Luke)
- 2008: "Partouze" (oraz Sebastian Ingrosso)
- 2008: "555" (oraz Sebastian Ingrosso)
- 2008: "Body Crash" (oraz Sebastian Ingrosso jako Buy Now!)
- 2008: "Magic" (jako Mescal Kid)
- 2009: "Umbrella" (oraz Sebastian Ingrosso)
- 2009: "Do You Want It?" (jako Mescal Kid)
- 2009: "Rolling"
- 2009: "La Candela Viva"
- 2009: "Show Me Love" (oraz Laidback Luke; versus Robin S)
- 2009: "Alpha Baguera"
- 2009: "Flonko" (oraz AN21)
- 2009: "Isabel"
- 2009: "Leave the World Behind" (oraz Axwell, Sebastian Ingrosso, Laidback Luke; gościnnie: Deborah Cox)
- 2009: "Monday"
- 2009: "Tivoli"
- 2009: "Valodja" (oraz AN21)
- 2010: "KNAS"
- 2010: "Rave N' Roll"
- 2011: "Open Your Eyes" (oraz Alex Metric)
- 2012: "H8RS" (versus AN21, Max Vangeli)
- 2012: "Yeah"
- 2012: "Lights" (oraz Third Party)
- 2013: "I/O" (versus Wayne & Woods)
- 2013: "SLVR" (versus Matisse & Sadko)
- 2014: "Payback" (oraz Dimitri Vangelis & Wyman)
- 2014: "Gods" (versus AN21 & Sebjak)
- 2014: "Wasted Love" (gościnnie: Dougy)
- 2015: "Children of the Wild" (gościnnie: Mako)
- 2015: "Remember" (gościnnie: The Presets)

### Remiksy
- 2003: Aerosol feat. Anne Murillo – Let the Music Play (Steve Angello Remix)
- 2003: StoneBridge – Put 'Em High (Steve Angello & Sebastian Ingrosso Remix)
- 2003: Arcade Mode – Your Love (Steve Angello & Sebastian Ingrosso Remix)
- 2003: Gadjo – So Many Times (Steve Angello Remix)
- 2004: Deepgroove – Electrik (Steve Angello Remix)
- 2004: Magnolia – It's All Vain (Steve Angello Remix)
- 2004: DJ Flex And Sandy W – Love for You (Steve Angello & Sebastian Ingrosso Remix)
- 2004: DJ Luccio – No Fear (Steve Angello Remix)
- 2004: DJ Rooster & Sammy Peralta – Shake It (Steve Angello Remix)
- 2004: Touché – She's At the Club(Steve Angello Remix)
- 2004: Mohito – Slip Away (Steve Angello Remix)
- 2004: Room 5 – U Got Me (Steve Angello Remix)
- 2004: Eurythmics – Sweet Dreams (Steve Angello Remix)
- 2004: Phase 2 – Voodoo Love (Steve Angello Remix)
- 2004: Eric Prydz – Call on Me (Steve Angello & Sebastian Ingrosso Remix)
- 2004: Benjamin Bates – Whole (Steve Angello Remix)
- 2005: Armand Van Helden feat. Tekitha  Presents Sahara – Everytime I Feel It (Steve Angello Remix)
- 2005: Full Blown – Some Kinda Freak (Steve Angello pres. Who's Who Edit)
- 2005: DJ Rooster  &  Sammy Peralta – Shake It (Steve Angello Remix)
- 2005: Röyksopp – 49 Percent (Steve Angello & Sebastian Ingrosso Remix)
- 2005: Deep Dish – Say Hello (Steve Angello & Sebastian Ingrosso Remix)
- 2005: Roman Flügel – Geht's Noch? (Steve Angello Remix)
- 2005: Sahara – Everytime I Feel It (Steve Angello Remix)
- 2005: Moby – Raining Again (Steve Angello Remix)
- 2005: Naughty Queen – Famous & Rich (Steve Angello & Sebastian Ingrosso Remix)
- 2005: Robbie Rivera  &  StoneBridge – One Eye Shut (Steve Angello & Sebastian Ingrosso Remix)
- 2005: Steve Lawler – That Sound (Steve Angello & Sebastian Ingrosso Remix)
- 2005: MBG & SDS – New Jack (Steve Angello Remix)
- 2005: Alex Neri – Housetrack (Steve Angello Remix)
- 2005: In-N-Out – EQ-Lizer (Steve Angello & Sebastian Ingrosso Remix)
- 2006: Innersphere Aka Shinedoe – Phunk (Steve Angello Edit)
- 2006: Justin Timberlake – My Love (Angello & Ingrosso Remix)
- 2006: Ultra DJ's – Me & U (Steve Angello & Sebastian Ingrosso Edit)
- 2006: Laidback Luke feat. Stephen Granville – Hypnotize (Steve Angello Remix)
- 2007: Robyn feat. Kleerup – With Every Heartbeat (Steve Angello Remix)
- 2007: Hard-Fi – Suburban Knights (Angello & Ingrosso Remix)
- 2007: Robbie Rivera  – One Eye Shut (Steve Angello & Sebastian Ingrosso Remix)
- 2008: Felix Da Housecat feat. P. Diddy – Jack U (Angello & Ingrosso Remix)
- 2008: Tocadisco – Da Fuckin' Noize (Steve Angello Remix)
- 2008: Flash Brothers – Palmito (Steve Angello Remix)
- 2009: Kim Fai – P.O.V (Steve Angello Remix)
- 2009: Christian Smith & John Selway – Move! (Steve Angello Remix)
- 2010: Harry Romero, Junior Sanchez, Alexander Technique feat. Shawnee Taylor – Where You Are (Steve Angello Edit)
- 2010: Cheryl Cole feat. will.i.am – 3 Words (Steve Angello Remix)
- 2010: Magnetic Man – Perfect Stranger (Steve Angello Remix)
- 2010: Pendulum – The Island (Steve Angello, AN21 & Max Vangeli Remix)
- 2010: Congorock – Babylon (Steve Angello Edit)
- 2011: Tim Mason – The Moment (Steve Angello Edit)
- 2011: Nari & Milani – Kendo (Steve Angello Edit)
- 2011: Nero – Me & You (Steve Angello Remix)
- 2013: Depeche Mode – Soothe My Soul (Steve Angello & Jacques Lu Cont Remix)
- 2013: Chase & Status – Count Me (Steve Angello Remix)
- 2014: Coldplay – A Sky Full of Stars (S-A Ibiza Edit)
- 2014: London Grammar – Hey Now (Arty Remix x S-A Ibiza Edit)